# Пшецишув (гміна)
Гміна Пшецишув (пол. Gmina Przeciszów) — сільська гміна у південній Польщі. Належить до Освенцимського повіту Малопольського воєводства.
Станом на 31 грудня 2011 у гміні проживало 6745 осіб.

## Площа
Згідно з даними за 2007 рік площа гміни становила 35.40 км², у тому числі:
- орні землі: 79.00%
- ліси: 5.00%

Таким чином, площа гміни становить 8.72% площі повіту.

## Населення
Станом на 31 грудня 2011:
| Опис     | Загалом | Загалом | Чоловіки | Чоловіки | Жінки | Жінки |
| -------- | ------- | ------- | -------- | -------- | ----- | ----- |
| одиниця  | осіб    | %       | осіб     | %        | осіб  | %     |
| все      | 6745    | 100     | 3317     | 49.18    | 3428  | 50.82 |
| міське   | 0       | 100     | 0        |          | 0     |       |
| сільське | 6745    | 100     | 3317     | 49.18    | 3428  | 50.82 |

## Сусідні гміни
Гміна Пшецишув межує з такими гмінами: Бабіце, Вепш, Затор, Освенцим, Полянка-Велька.